# Passiflora acuminata
Passiflora acuminata DC. – gatunek rośliny z rodziny męczennicowatych (Passifloraceae Juss. ex Kunth in Humb.). Występuje naturalnie w Panamie, Kolumbii, Wenezueli, Gujanie, Gujanie Francuskiej oraz Brazylii. 

## Morfologia
PokrójZdrewniałe, trwałe, nagie liany.
LiścieBlaszka liściowa ma owalnie lancetowaty lub podłużnie lancetowaty kształt. Nasada liścia jest ostrokątna lub prawie sercowata. Mają 7–18 cm długości oraz 2–8 cm szerokości. Brzegi są całobrzegie. Wierzchołek jest tępy lub ostry. Ogonek liściowy jest nagi i ma długość 10–15 mm. Przylistki są liniowe, mają 4–8 mm długości.
KwiatyPojedyncze. Działki kielicha są lancetowate, zielono-białawe, mają 2–3 cm długości. Płatki są lancetowate, białe lub fioletowe, mają 1,5 cm długości. Przykoronek ułożony jest w 2–4 rzędach, biało-fioletowy, ma 5–40 mm długości.
OwoceSą jajowatego kształtu. Mają 2,5–3,5 cm długości i 1,5–2,5 cm średnicy.